# Fazenda Fonte Limpa
Fachada dupla com varanda fronteiriça e pátio principal, hoje gramado.
A Fazenda Fonte Limpa é uma fazenda histórica localizada no Município de Santana dos Montes, Minas Gerais. Sua linguagem arquitetônica remete a meados do século XVIII, sendo apontada como uma "edificação que resistiu ao tempo, não se deixando destruir, permanecendo como testemunho do período que a originou", isto é, o Ciclo do ouro. Por esta razão, em 1998 foi tombada pelo Instituto Estadual do Patrimônio Histórico e Artístico de Minas Gerais, distinção concedida a apenas outras seis fazendas em todo o território mineiro.

## História

### Inserção na região
A região do Morro do Chapéu, que eventualmente veio a pertencer ao município de Conselheiro Lafaiete e, a partir de 1962, Santana dos Montes, era habitada por índios Cariris quando da expansão populacional da região decorrente do Ciclo do ouro. Relata-se que os índios tiveram bom convívio com a população portuguesa que se instalou na região. A partir da intensa expansão populacional das principais regiões auríferas de MInas Gerais, principalmente as áreas de Ouro Preto e Mariana, a região passou a ser entreposto da Estrada Real que ligava Diamantina ao litoral do Rio de Janeiro, passando a assumir intensa produção agrícola para servir às novas populações. Foi a partir daí, datando provavelmente de 1742, que se instalou a Fazenda Fonte Limpa.

### Fazenda
O primeiro registro documental citando a fazenda de que se tem notícia é do registro de imóveis que grava, datando do 1838, a transferência da propriedade da fazenda de Demiciano Moreira a João Nogueira Coelho. Os herdeiros destes são ainda hoje os proprietários do imóvel.
A fazenda teve produção de milho e de cana-de-açúcar, além de criação de gado leiteiro e de corte. Conta com um engenho com o qual produzia, para comércio, açúcar, cachaça e rapadura. Ao longo do Século XX passou a produzir queijo e café para venda no mercado da nova capital mineira, Belo Horizonte. Ao longo das décadas de 70 e 80, com a migração da agricultura para regiões mais planas do estado, a fazenda entrou em decadência e chegou a ser abandonada. A propriedade foi recuperada, sendo tombada em nível estadual pelo Instituto Estadual do Patrimônio Histórico e Artístico de Minas Gerais em 1998.

## Uso atual
A propriedade foi adquirida em 1993 por um dos herdeiros da família, Rodrigo de Vasconcellos Nogueira, que tomou a iniciativa de convertê-la em um hotel fazenda que passou a funcionar no ano de 1997 e ainda opera.